# Катимерини
Kathimerini<( грчки : Η Καθημερινη, [ и.каθимериˈни ]; дос. ’Дневник’) је дневни, политички и финансијски јутарњи лист који излази у у Пиреју. Његово прво издање штампано је 15. септембра 1919. године. За разлику од листа "Та Неа" који је држао за левичарски, ове новине се сматрајуводећим десничарским листом у Грчкој,  са највећим тиражом  и снажним дигиталним присуством.
Објављује се на грчком, али има и издање на енглеском, како  штампано, тако и дигитално. 

## Тираж
Подаци о тиражу ових новина су недоступни јер су ове новине забраниле новинским агенцијама да објављују те податке. Недељно издање ових новина је имало тираж 95007 у јануару 2014. године,.